# Geoffrey Rono
Pour l’article homonyme, voir Geoffrey Ronoh.
Pour les articles homonymes, voir Rono.
Geoffrey Kipkoech Rono (né le 21 avril 1987) est un athlète kényan, spécialisé dans les courses de demi-fond.

## Biographie

### Records
| Épreuve           | Épreuve | Performance   | Lieu       | Date              |
| ----------------- | ------- | ------------- | ---------- | ----------------- |
| Piste (extérieur) | 800 m   | 1 min 45 s 13 | Shanghai   | 20 septembre 2008 |
| Piste (extérieur) | 1000 m  | 2 min 15 s 97 | Stockholm  | 22 juillet 2008   |
| Piste (extérieur) | 1500 m  | 3 min 32 s 55 | Berlin     | 1er juin 2008     |
| Piste (extérieur) | 1 mile  | 3 min 54 s 37 | Oslo       | 4 juin 2010       |
| Piste (intérieur) | 800 m   | 1 min 48 s 23 | Düsseldorf | 13 février 2009   |
| Piste (intérieur) | 1000 m  | 2 min 18 s 54 | Gand       | 24 février 2008   |
| Piste (intérieur) | 1500 m  | 3 min 37 s 18 | Valence    | 13 février 2010   |
| Piste (intérieur) | 1 mile  | 3 min 58 s 60 | New York   | 21 janvier 2006   |